# 何文關
何文關（越南语：／，1827年9月18日—1888年），字子石，越南阮朝官員。

## 生平
嗣德八年，在承天場中乙卯科舉人。嗣德十八年（1865年），考中副榜。
何文關著有《燕行牙語詩藁》，據其家人稱該書已佚。祠堂中有一對禮部左參知領祭酒休致呌仲定讚揚他的楹聯：「丹心許國無夷險，鴻筆衡文有鬼神」。